# Longton (Kansas)
Longton es una ciudad ubicada en el condado de Elk en el estado estadounidense de Kansas. En el año 2010 tenía una población de 348 habitantes y una densidad poblacional de 116 personas por km².

## Geografía
Longton se encuentra ubicada en las coordenadas 37°22′39″N 96°4′58″O / 37.37750, -96.08278 (37.377499, -96.082832).

## Demografía
Según la Oficina del Censo en 2000 los ingresos medios por hogar en la localidad eran de $20,469 y los ingresos medios por familia eran $29,625. Los hombres tenían unos ingresos medios de $23,750 frente a los $16,477 para las mujeres. La renta per cápita para la localidad era de $10,802. Alrededor del 20.1% de la población estaban por debajo del umbral de pobreza.